# Speed of Light
Speed of Light – drugi album Corbina Bleu wydany przez Hollywood Records 10 marca 2009 r.

## Lista utworów
1. Moments That Matter (Hudson, Eric/Kelly, Claude/Bleu, Corbin) – 4:52
2. Fear of Flying (Seals, Brian Kennedy/Kelly, Claude) – 4:27
3. Angels Cry (Hudson, Eric/Kelly, Claude) – 3:31
4. My Everything (Seals, Brian Kennedy/Kelly, Claude) – 2:52
5. Paralyzed (Seals, Brian Kennedy/Kelly, Claude) – 2:51
6. Willing to Go (Thomas, Terry "MaddScientist"/Thomas, Theron) – 3:38
7. Speed of Light (Seals, Brian Kennedy/Kelly, Claude) – 4:18
8. Champion (Hudson, Eric/Kelly, Claude/Bleu, Corbin) – 3:42
9. Close (Hudson, Eric/Kelly, Claude) – 3:20
10. Whatever It Takes (Hudson, Eric/Kelly, Claude) – 4:03
11. Rock 2 It (Seals, Brian Kennedy/Wakili, Mansa/Kelly, Claude) – 3:34
12. Celebrate You (Nevil, Robbie/Gerrard, Matthew) – 3:10
13. Bodyshock (Rotem, J. R./Bogart, Evan/Bleu, Corbin) – 3:07